# Boston Theological Institute
Le Boston Theological Institute (BTI), fondé en 1967, est un consortium de plusieurs universités, séminaires et écoles de théologie de la région de Boston aux États-Unis, désireuses de mettre en commun certaines de leurs ressources. Les institutions universitaires, membre du BTI sont: l'Andover Newton Theological School, le Boston College Department of Theology, la Boston College School of Theology and Ministry (anciennement Weston Jesuit School of Theology), la Boston University School of Theology, l'Episcopal Divinity School, le Gordon-Conwell Theological Seminary, la Harvard Divinity School, l'Hebrew College, la Holy Cross Greek Orthodox School of Theology et le St. John's Seminary,. Le siège du BTI est situé sur le campus de l'Andover Newton Theological School, son directeur exécutif est actuellement Rodney L. Petersen.